# 板倉松太郎
板倉 松太郎（いたくら しょうたろう、1862年（文久2年） - 1924年（大正13年））は、三河国碧海郡大浜村乙立（現・愛知県碧南市浅間町）出身の教育者。第八学区北大浜学校（現・碧南市立新川小学校）校長（1887年-1900年、1906年-1921年）。板倉は当時の碧海郡の教育界の中心的な存在であった。1919年（大正8年）に勲八等瑞宝章受章。

## 経歴

### 青年期
文久2年（1862年）、三河国碧海郡大浜村乙立（現・愛知県碧南市浅間町）出身。1880年（明治13年）7月19日に愛知県師範学校を卒業し、第五十五番小学棚尾学校（現・碧南市立棚尾小学校）の教員となった。1886年（明治20年）に新川に架かる無名橋が現在地に移設された際には、板倉や岡本八右衛門らが元禄橋と命名している。

### 新川小学校長時代

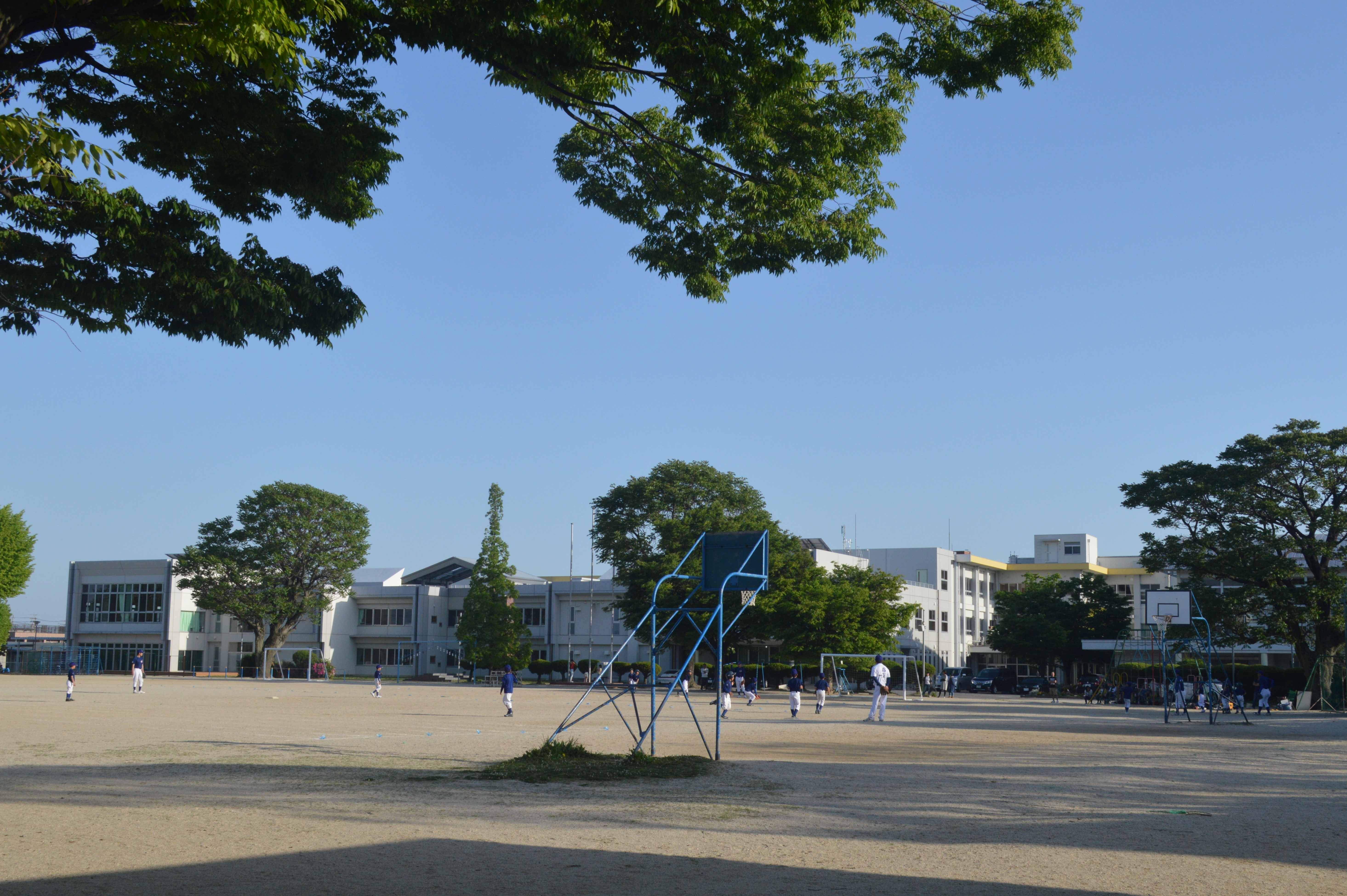
新川小学校

1887年（明治21年）には若くして第八学区北大浜学校（現・碧南市立新川小学校）の訓導兼校長に就任し、1891年（明治24年）には新川尋常高等小学校（現・碧南市立新川小学校）の訓導兼校長となった。1900年（明治33年）には碧海郡・西春日井郡・幡豆郡の3郡の視学官（教育行政官）となり、教員の指導や助言に当たった。1906年（明治39年）には再び新川尋常高等小学校の校長となり、さらに新川尋常高等小学校に併設された農商業補習学校でも青年の教育にあたった。
1911年（明治44年）には材木商であり新川町長だった岩田以手紙に対して文庫の設立を要請。1912年（大正元年）11月1日には、板倉の篤志や新川尋常高等小学校の卒業生からの寄付金を基にし、新川尋常高等小学校附設新川町立新川文庫を設立した。板倉は初代文庫長にも就任。設立の嘆願書によれば、児童生徒はもちろんのこと広く新川町民の利用も想定しており、高等科の卒業生からは書籍も寄贈されている。

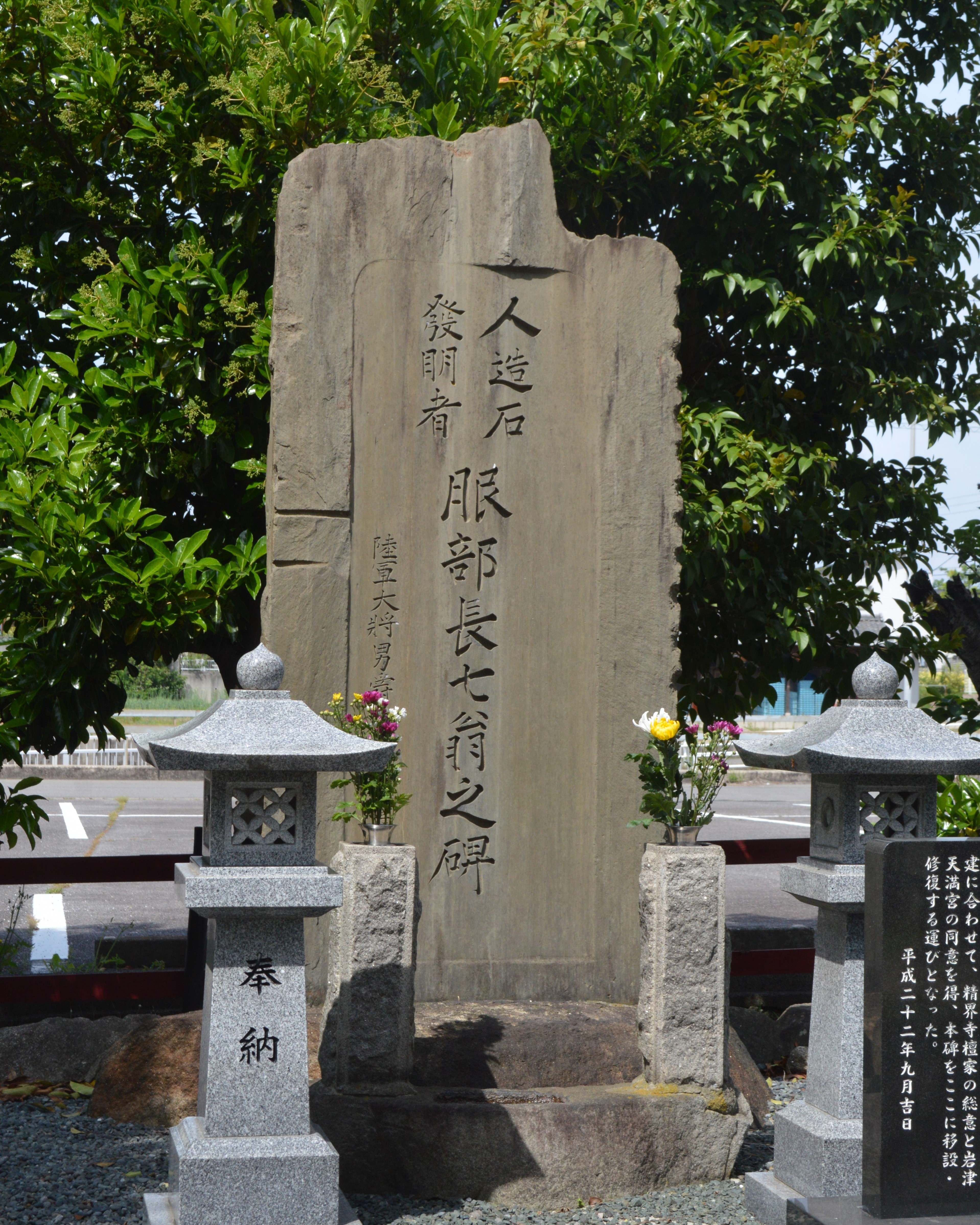
「服部長七翁之碑」

1917年（大正6年）11月に平和用水記念碑（戦時紀念耕地整理平和用水碑）が建立された際には、松井茂愛知県知事の撰文を板倉が謹書した。1920年（大正9年）2月には精界寺境内に人造石で知られる服部長七の顕彰碑「服部長七翁之碑」が建立され、板倉が裏面の碑文を記した。2010年（[[[平成]]22年）には「服部長七翁之碑」が新川神社に移設されている。
1919年（大正8年）には教育活動の功労として勲八等瑞宝章を受章した。1921年（大正10年）5月に新川尋常小学校の校長を退任し、新川町によって功労者として表彰された。1924年（大正13年）に63歳の生涯を閉じた。

### 死後
板倉の死後、その蔵書は新川町立新川文庫に加えられた。1924年の閲覧人員は1358人であり、1日に平均すると5.2人だった。1925年（大正14年）の新川町立新川文庫は、経費544円、図書購入費350円で運営され、新川尋常高等小学校長の長坂松二が館長を務めていた。
1948年（昭和23年）に新川町・大浜町・棚尾町・旭村が合併して碧南市が発足すると、9月15日には新川町立新川文庫を基にして碧南市立図書館が設立された。新川町立新川文庫から碧南市立図書館には6588冊の図書が移管されている。明治初期に建設された建物を転用した碧南市立図書館は現在の鶴ケ崎区民センターの場所にあったが、1983年（昭和58年）の火災で焼失している。

## 栄典・授章・授賞
勲章等
- 1919年（大正8年） 勲八等瑞宝章
- 新川町功労者

## 家族
- 父・板倉平兵衛 ‐ 千葉県平民・大久保吉兵衛の二男で、山梨県平民・板倉家の養嗣子[12][13]
- 長男・板倉操一（1891-）‐ 建築技師。東京高等工業学校卒。梅謙次郎の長女・梅枝と1916年に結婚。[12]
- 長女・鏐子（1893-） ‐ 工学士・田代訂の妻。田代家は静岡県北鹿嶋村の名主で天竜川筏問屋を営む旧家であり、訂の父も兄も二俣町の町長。[12][14]
- 二男・堉雄 ‐ 陸軍歩兵中佐。陸軍士官学校卒。岳父に加藤八太郎。
- 次女・梅子（1902-） ‐ 梅謙次郎の長男・緑の許嫁として3歳で謙次郎の養子となったが、1921年に縁組解消し、海軍大尉・鈴木光信の妻となった[13][12]